# Thüringer Museum (Eisenach)
Das Thüringer Museum Eisenach ist ein Museum zur Kunst- und Kulturgeschichte Thüringens in Trägerschaft der Stadt Eisenach. Es ist dank seiner umfangreichen Sammlungen Teil und Mitinitiator der Thüringer Porzellanstraße.

## Lage und heutige Standorte
Das Thüringer Museum Eisenach wurde am 21. Juni 1899 als „Sammlung für Kunsthandwerkliche Erzeugnisse, Sakrale Kunst und Bodenfunde der Region Westthüringens“ gegründet.
Das Thüringer Museum Eisenach besteht heute aus den Standorten
- Museum im Stadtschloss,
- Predigerkirche,
- Teezimmer im Kartausgarten,
- Reuter-Wagner-Museum.

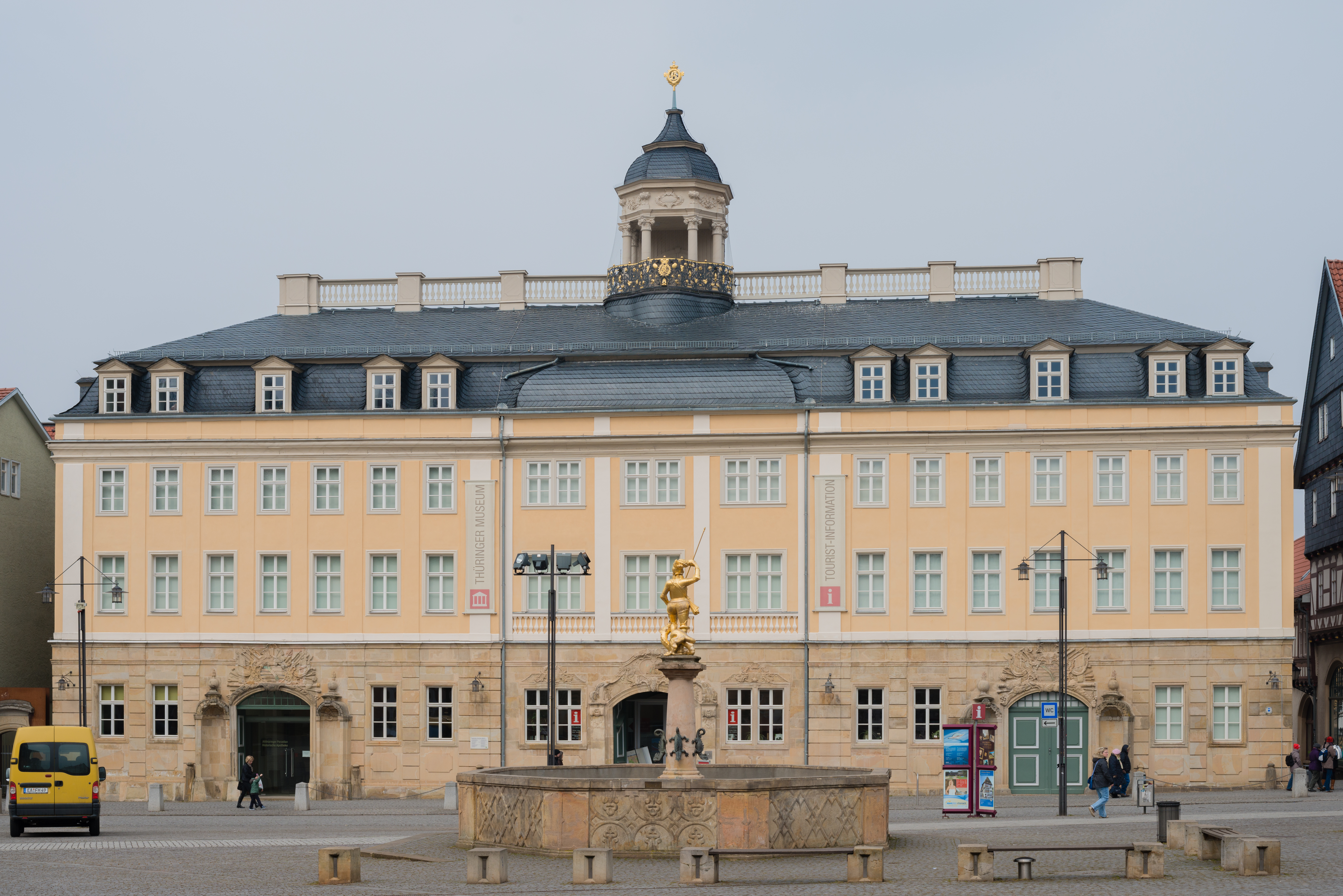
Das Stadtschloss am Markt
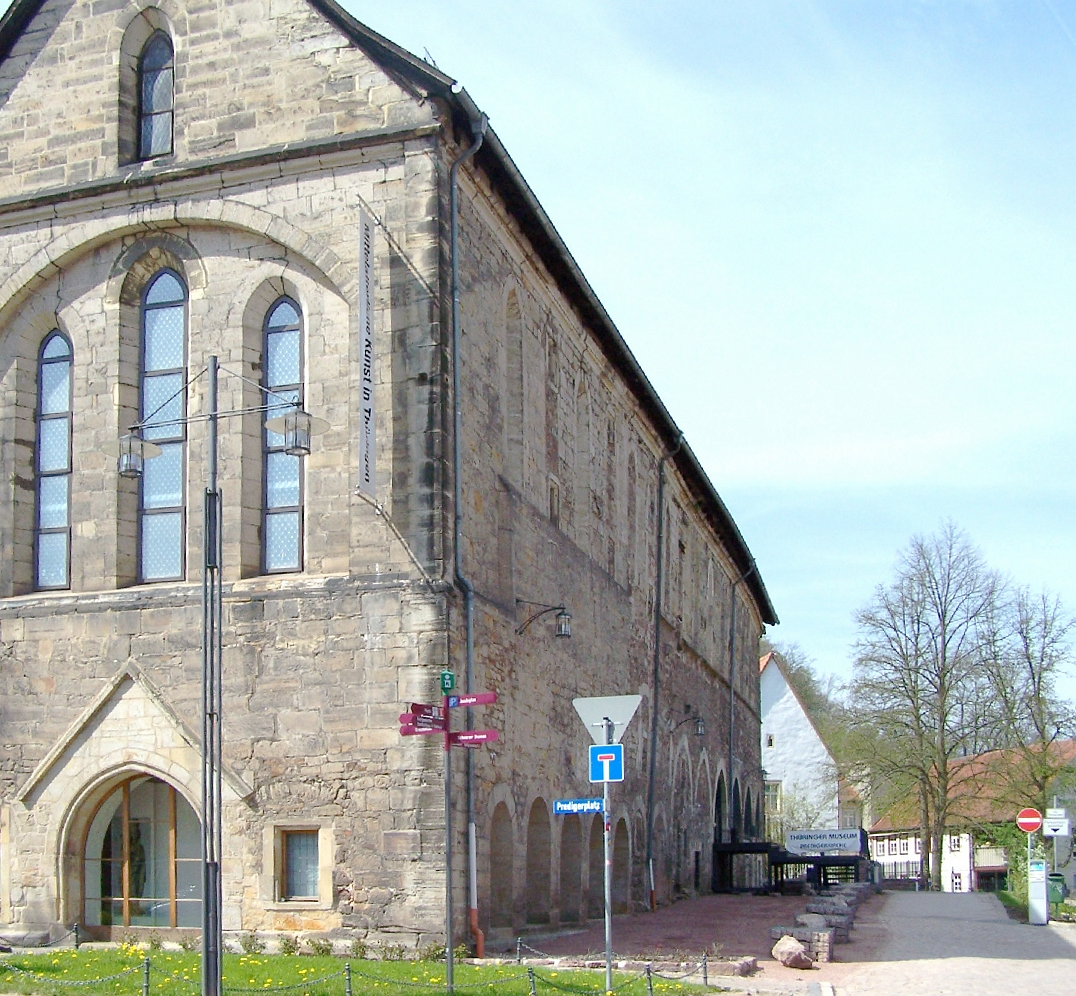
Predigerkirche
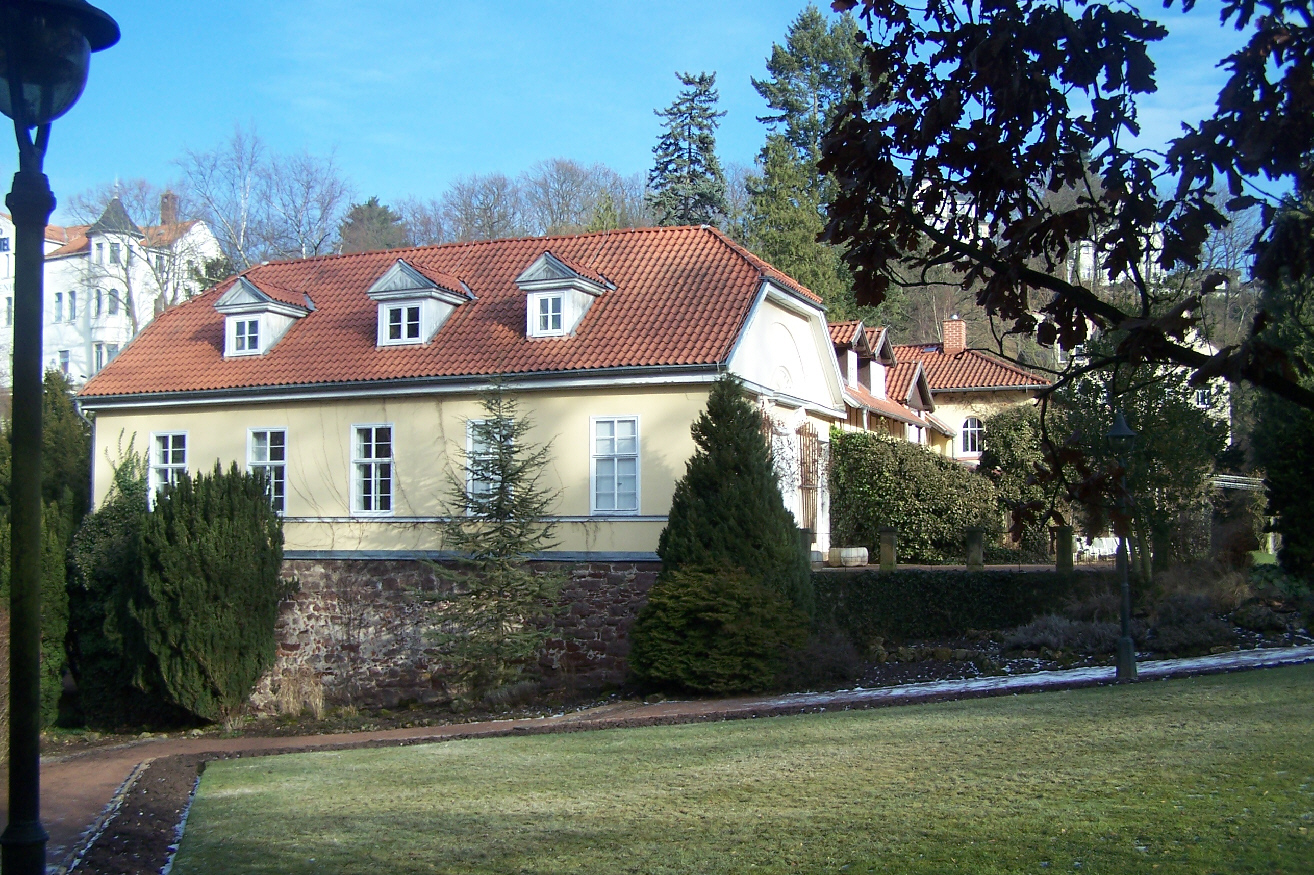
Gärtnerhaus im Kartausgarten
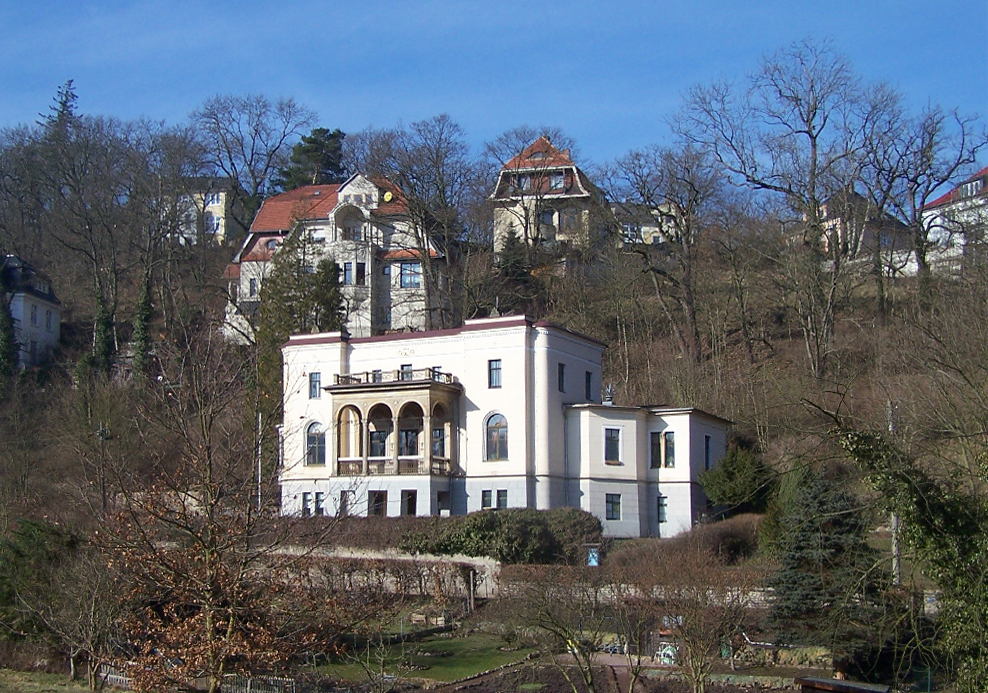
Die Reutervilla

Das ebenfalls in Eisenach befindliche Technikmuseum automobile welt eisenach war dem Thüringer Museum zeitweise verwaltungstechnisch angegliedert und befindet sich seit dem 1. April 2014 in Trägerschaft der Stiftung automobile welt eisenach.

## Geschichte

### Großherzogliche Kunstsammlungen

Blick in die verschollene großherzogliche Waffen- und Kunstsammlung Rüstkammer der Wartburg

Bereits in der Regierungszeit des Großherzogs Karl August von Sachsen-Weimar-Eisenach begann, auch auf Anregung und mit Unterstützung Johann Wolfgang von Goethes, der Aufbau einer Kunstsammlung für die herzogliche Kuriositätensammlung im Weimarer Stadtschloss. Auch Goethes Schwager Vulpius wurde mit der Erfassung und dem Ankauf kirchlicher Altertümer im Großherzogtum Sachsen-Weimar-Eisenach beauftragt. Diese Objekte bilden den Grundstock einer Antiquitätensammlung, die Großherzog Carl Alexander zur Ausgestaltung der Wartburg als Museum nutzen wollte.

### Gründung der Stiftung Thüringer Museum Eisenach
Die thematische Orientierung des Wartburgmuseums auf die Geschichte der Ludowinger und Wettiner als Thüringer Landgrafen und die Person Martin Luthers mit der Einführung der Reformation in Thüringen verhinderten eine dortige Verwendung. Als zum Ende des 19. Jahrhunderts der Gedanke an die Gründung eines Museums für Thüringen reifte, wurde durch den damaligen Wartburg-Hauptmann Hans Lucas von Cranach die ehemalige Kirche des Eisenacher Dominikanerklosters am Predigerplatz als Standort für das neue Museum vorgeschlagen. Die Kirche war Teil des Gebäudeensembles des Eisenacher Karl-Friedrich-Gymnasiums. Die hier befindliche Carl-Alexander-Bibliothek wurde eine wichtige Ergänzung zum Museum.
Die feierliche Gründungsveranstaltung erfolgte am 21. Juni 1899. Das Museum sollte satzungsgemäß alle im Thüringer Lande vorhandenen Gegenstände von prähistorischer, geschichtlicher, litterarischer, künstlerischer und Kunstgewerblicher Bedeutung zu vereinen. Am 1. Juli 1899 wurde deshalb die Bevölkerung des Eisenacher Landesteils, zu dem auch mit dem Eisenacher Oberland ein Anteil der Thüringischen Rhön gehörte, um die Bereitstellung von einheimischen Kunstwerken, Antiquitäten, Bodenfunden, ...etc. gebeten. Gegründet wurde das Museum in Form einer Stiftung unter dem Protektorat des Großherzogs.
Bereits am ersten Öffnungstag, dem 6. August 1899, konnten 422 Exponate von den Besuchern in Augenschein genommen werden. Die Darstellung der Objekte entsprach noch der damals üblichen Form, indem man Wandtafeln und Tische mit den Exponaten bestückte. Nur besonders wertvolle Objekte, wie etwa Münzen und Schmuck wurden hinter Glas ausgestellt. Ein übergroßer Teil der ersten Jahre machte die Prähistorische Fundsammlung Bornemann aus, die der Eisenacher Ziegeleibesitzer und Archäologe am nördlichen Stadtrand bei Stregda geborgen hatte.

### Die 1920er Jahre
Problematisch für die Existenz des Museums war von Beginn an die unzureichende Finanzausstattung. In dem juristischen Streit um die Fürstenabfindung nach der Abdankung des letzten regierenden Großherzogs Wilhelm Ernst 1918 musste neben der Carl-Alexander-Bibliothek auch über das Thüringer Museum befunden werden. Hierbei wurde wiederum der Burghauptmann von Cranach als Vermittler tätig und die Stadtverwaltung Eisenach übernahm einen bedeutenden Teil der Finanzierungskosten. Das Inventar des Museums, soweit es sich um Gegenstände aus dem Privatvermögen des Hauses Sachsen-Weimar-Eisenach handelte, blieben in deren Besitz, wurden aber als Leihgaben dem Museum weiter zur Verfügung gegeben.

### Stadtschloss wird Teil des Museums
In einer langen Auseinandersetzung zwischen der Stadt Eisenach und dem Freistaat Thüringen gelangte Ende der 1920er Jahre des Stadtschloss in den Besitz Eisenachs. Der Umzug der Verwaltung und die Vergrößerung des Museums um die Schauräume im Schloss erfolgte 1931. Um Kosten zu senken, wurden die hinzukommenden Exponate – beispielsweise mittelalterliche sakrale Kunstwerke aus Kirchgemeinden der Umgebung – bevorzugt als Leihgaben übernommen, mit der gleichzeitigen Verpflichtung, die meist erforderliche Restaurierung zu übernehmen. Hierfür wurde im Museum eine eigene Restaurierungswerkstatt begründet.

### Das Museum in den 1930er und 40er Jahren
In den 1930er Jahren setzte sich die Erfolgsgeschichte des Thüringer Museums durch die Schenkung von Privatleuten fort. Als Publikumsmagnete kamen in dieser Zeit die Curt-Elschner-Sammlung und die historische Ausstattung der Schwanenapotheke aus Berka/Werra hinzu. Mit zahlreichen Artikeln zur Stadtgeschichte und zu kunstgeschichtlichen Themen waren die wissenschaftlichen Mitarbeiter des Museums in den Tageszeitungen und Monatsblättern präsent. In den 1930er Jahren wurden zudem die zahlreichen Bemühungen auf dem Gebiet der Denkmalpflege und des Natur- und Heimatschutzes nach Kräften unterstützt. Nach dem Kriegsende war die Zukunft des Museums erneut in Frage gestellt. Der größte Teil des Inventars war durch Verlagerung in die Kunstgutdepots der direkten Kriegseinwirkung entzogen, es wurden aber nach Kriegsende durch die Besatzungsmächte alle wertvollen Kunstwerke und Archivalien beschlagnahmt. Hiervon ist besonders die Rüstkammer der Wartburg betroffen gewesen, die 1946 von der sowjetischen Trophäenkommission abtransportiert wurde und bis heute (2021) nicht zurückgegeben wurde.

## Leiter
- 1950–1961: Dr. Fritz Kämpfer
- 1961–1988: Helmut Scherf
- 1989–1991: Dr. Barbara Schrön
- 1991–2003: Hanna-Sabine Hummel
- 2004–2006: Dr. Cornelia Doerr
- 2007–2011: Désirée Baur
- 2012–2016: interimistisch
- 2016–2021: Dr. Annika Johannsen
- 2021–2022: interimistisch

## Sammlungen und Ausstellungsbereiche des Thüringer Museums

### Dauerausstellung „Mittelalterliche Kunst in Thüringen“ – Predigerkirche
Die Ausstellungsräume in der ehemaligen Predigerkirche (50° 58′ 29″ N, 10° 18′ 59,8″ O)
bilden den ältesten Teil des Thüringer Museums. Ab 1903 wurde das zuvor noch als städtisches Lagerhaus genutzte frühgotische Refektorium und angrenzende Teile des Sakralgebäudes der musealen Nutzung zugänglich gemacht. Zunächst bildeten die bei Grabungen in den Eisenacher Lehmgruben gefundenen Ur- und Frühgeschichtsfunde sowie Schenkungen der Eisenacher Bevölkerung den Grundstock dieser Sammlung. Unter dem Kurator Wilhelm Stelljes erwarb das Museum nach dem Ersten Weltkrieg mittelalterliche sakrale Schnitzplastik aus ganz Thüringen und besitzt heute eine der größten Sammlungen dieser Art in Deutschland. Exponate zur Stadtgeschichte Eisenachs – insbesondere die thematischen Ausstellungen zum Leben der Heiligen Elisabeth bilden hier neue Schwerpunkte.

### Historisches Interieur – Stadtschloss
Mitte des 18. Jahrhunderts errichtet, besitzt das Eisenacher Stadtschloss (50° 58′ 30,1″ N, 10° 19′ 11,7″ O) mehrere repräsentative Innenräume, die nach der noch laufenden Generalsanierung des Gebäudes schrittweise wieder als musealer Bereich genutzt werden können. Hierzu zählen der Rokokosaal im Nordflügel und angrenzende Gemächer aus der Zeit der Eisenacher Herzöge. Der historische Marstall im Erdgeschoss der Schlossanlage wurde am 9. Mai 1931 als Ausstellungsraum eröffnet.

### Kunstsammlungen im Stadtschloss
Die umfangreichen Bestände der Kunstsammlungen im Stadtschloss sind verteilt über die Zimmerfluchten zweier Etagen, es finden sich Meisterwerke Thüringer Fayence-, Porzellan- und Glasmanufakturen, Gemälde, Skulpturen, Möbel, und anderes Kunsthandwerk aus verschiedenen Jahrhunderten. Zur Gemäldesammlung des Museums gehört die 1925 vom Kunstmäzen Curt Elschner empfangene Elschner-Galerie, eine Sammlung der sogenannten Genre- und Salonmalerei.
Eine weitere Sammlung bildet die Thüringer Landschaftsmalerei der Weimarer Schule, hierzu zählen Werke von Friedrich Preller der Ältere, Carl Hummel, Karl Buchholz, Albert Brendel und Ludwig von Gleichen-Rußwurm. Eine umfangreiche Sammlung bezieht sich auf thüringische Malerei der Gegenwart. Die volkskundliche Abteilung zeigt Gegenstände aus dem bäuerlichen und städtischen Leben in Mittel- und Westthüringen, hierzu gehören auch Trachten, Schmuck und Möbelstücke.
Das Museum verfügt über eine pharmaziegeschichtliche Sammlung. Aus der 1585 gegründeten Rats/Hofapotheke befinden sich in ihr Fayencen aus dem 17. und 18. Jahrhunderts, Glasgefäße aus dem 18. und 19. Jahrhunderts, Mörser und Reibschalen aus dem 17. bis 19. Jahrhunderts sowie eine 1645 hergestellte große Kräuterpresse. Die ausgestellte vollständig erhaltene Offizin der Schwan-Apotheke Berka stammt aus dem ersten Drittel des 18. Jahrhunderts. Sie ist als Dauerausstellung zu besichtigen.

### Reutervilla – Literaturmuseum
Am Reuterweg befindet sich der Alterswohnsitz des Dichters und Schriftstellers Fritz Reuter – die Reutervilla. (50° 58′ 5″ N, 10° 19′ 10,5″ O) Dieses Gebäude, nebst Garten sowie die noch originale Möblierung und zahlreiche Bücher und Erinnerungsstücke bilden eine einzigartige Gelegenheit, sich mit dem Leben und Spätwerken des populären niederdeutschen Dichters vertraut zu machen.

### Richard Wagner – Musikgeschichte
Ebenfalls in den Räumen der Reutervilla befindet sich eine 6000 Bände umfassende wissenschaftliche Bibliothek zum Leben und Werk Richard Wagners, sie umfasst auch Briefe, Originalpartituren sowie zeitgenössische Zeugnisse aus dem Leben des Opernkomponisten.

### Teezimmer im Kartausgarten
Der im Eisenacher Südviertel, an der Wandelhalle befindliche Kartausgarten besitzt ein Gartenhaus (50° 58′ 6,3″ N, 10° 19′ 28,7″ O) mit dem Teezimmer. Dieser Raum ist mit großformatigen französischen Seidentapeten geschmückt und ist der vierte Standort im Stadtgebiet.

## Gegenwärtige Situation
In Vorbereitung des 100. Gründungsjubiläums im Jahr 1999 war das Thüringer Museum sehr bemüht die Bau- und Sanierungsarbeiten im Stadtschloss voranzubringen. Als erster Bauabschnitt konnte der Marstall wieder der Nutzung übergeben werden. Zug um Zug wurden weitere Räume bezugsfertig. Im September 2008 wurde der neu geschaffene, marktseitige Besucherzugang mit der Stadtinformation eröffnet. Auch im ersten Obergeschoss konnten weitere Schauräume bezogen werden.
In der Predigerkirche wurde die vielbeachtete Dauerausstellung zur «Armenwelt», die thematisch mit dem Elisabeth-Jubiläum in Zusammenhang stand, durch weitere Projekte fortgeführt. Die kunstgeschichtlich bedeutsamen Porzellansammlungen werden als Teil der neu geschaffenen Thüringer Porzellanstraße ein wichtiges Ziel für Besucher bleiben.
Im Jahresverlauf finden zudem zahlreiche Sonderausstellungen, zum Beispiel zu Eisenacher Künstlern und Persönlichkeiten, zu archäologischen Grabungen im Stadtgebiet oder historischen Ereignissen der Region Beachtung. Traditionell ist die in der Vorweihnachtszeit stattfindende Ausstellung zu Kinderspielzeug und weihnachtlichem Brauchtum.
Angedacht ist auch die Präsentation der Reutervilla als Beispiel für die Architektur und Ausstattung eines gutbürgerlichen Alterswohnsitzes noch besser zu vermitteln – Eisenach verfügt mit dem Südviertel über die größte Villenkolonie Thüringens. In diesem Zusammenhang wurde auch bereits über eine Standortverlagerung für die in diesem Haus untergebrachte Richard-Wagner-Sammlung berichtet, diese könnte mit in das Stadtschloss verlagert werden.